# 馬爾科·西莫諾夫斯基
馬爾科·西莫諾夫斯基（1989年6月23日—），北馬其頓籃球運動員，現在效力於北馬其頓球隊MZT Aerodrom。他也代表北馬其頓國家男子籃球隊參賽。